# موسم (فیلم ۲۰۱۱)
فصل (هندی: मोसम) یا موسم (به انگلیسی: Mausam) فیلمی هندی به کارگردانی پانکاج کاپور است که در سال ۲۰۱۱ منتشر شد. از بازیگران آن می‌توان به شاهد کاپور، سونام کاپور و شایان منشی اشاره کرد.